# Почесна відзнака "За заслуги у лісовому господарстві"
Почесна відзнака "За заслуги у лісовому господарстві" польська відомча відзнака у вигляді значка, якою присуджує Міністерство довкілля Польщі за видатний внесок розвиток лісового господарства. Засновано Радою міністрів 2 грудня 1997 року, на заміну відзнаки «За заслуги перед лісовим господарством і деревообробною промисловістю» - якою нагороджували у 1974–1996 роках. 
В звязку з реорганізацією міністерства з 1999 року нагородження призупинене.

## матеріал та правила носіння
Почесна відзнака представлена у формі значка, виготовлена з металу, посріблена і патинована. Розмір 25х40 мм. Носиться на правій стороні і вручається лише один раз.